# Saro (Espagne)
Saro est une municipalité espagnole située dans la communauté autonome de la Cantabrie. En 2015, sa population est de 511 habitants.

## Source de la traduction
- (es) Cet article est partiellement ou en totalité issu de l’article de Wikipédia en espagnol intitulé « Saro (Cantabria) » (voir la liste des auteurs).